# Oskar Eckenstein
Oskar Johannes Ludwig Eckenstein (Canonbury, 9 settembre 1859 – Aylesbury, 8 aprile 1921) è stato un alpinista, scrittore ed esploratore inglese, fu un  pioniere dello sport del bouldering. Ridisignatore dei ramponi da ghiaccio moderni,  fu un innovatore nella tecnica di arrampicata e nell'attrezzatura alpinistica, partecipante alla spedizione nella regione del Baltoro nel 1892 e il capo della prima seria spedizione che tentò la scalata del K2 nel 1902.

## Biografia
Oskar Eckenstein nacque da padre tedesco e da madre inglese il 21 settembre 1859 a Canonbury, a Londra. Frequentò la "University College School" a Londra e poi studiò chimica all'università di  Londra e di Bonn. Socialista come suo padre, Oscar divenne un membro attivo del "National Liberal Club". In qualità di ingegnere ferroviario, lavorò per l' "International Railway Congress Association" , un forum internazionale per la chiarificazione di questioni tecniche nell'ingegneria ferroviaria. 
Eckenstein scalò la sua prima montagna sulle Alpi all'età di 13 anni, nel 1886. L'8 agosto 1887, guidato da Matthias Zurbriggen, effettuò la prima ascensione dello Stecknadelhorn nelle Alpi Pennine  e il 10 luglio 1906, insieme a Karl Blodig e Alexis Brocherel, fece la prima salita del Monte Brouillard. Intorno al 1890, mentre scalava nel Lake District, incontrò Aleister Crowley, del quale divenne amico, compagno di scalata e mentore. Altri compagni di cordata in Galles furono JM Archer Thomson e Geoffrey Winthrop Young e nelle Alpi Eugen Guido Lammer, Karl Blodig e il giovane Paul Preuss, il più grande alpinista di quei tempi. Nel 1892 Eckenstein prese parte alla spedizione del Karakorum guidata da William Martin Conway e sponsorizzata dal "Royal Society", la "Royal Geographical Society" e della "British Association".
Nel 1902 Eckenstein stesso guidò una spedizione austro-britannica sul K2. Parteciparono Jules Jacot-Guillarmod come medico della spedizione, Aleister Crowley, Guy Knowles come finanziatore e gli austriaci Heinrich Pfannl e Viktor Wessely. Nel tentativo di scalare il K2, Guillarmod e Wessely raggiunsero un'altitudine di circa 6.600 metri sulla cresta nord-orientale, stabilendo all'epoca un nuovo record mondiale di altitudine. Eckenstein era un atleta molto allenato e uno dei primi pionieri del bouldering. Il "masso di Eckenstein" sito in Galles prende il suo nome.
Nel 1908 Eckenstein migliorò notevolmente l'attrezzo dei ramponi strutturandolo a dieci punte. Questi ramponi a dieci punte consentivano di camminare su ghiaccio moderatamente ripido fino a circa 35° senza il bisogno di tagliare i gradini per poter progredire.  Eckenstein sviluppò anche una piccozza corta che poteva essere utilizzata con una sola mano. 
Morì nel villaggio di Oving, vicino ad Aylesbury nel 1921.